# Choristoneura
Choristoneura är ett släkte av fjärilar som beskrevs av Julius Lederer 1859. Choristoneura ingår i familjen vecklare.

## Dottertaxa tillChoristoneura, i alfabetisk ordning[1][2]
- Choristoneura adumbratanus
- Choristoneura albaniana, Lappbredvecklare
- Choristoneura alfredana
- Choristoneura arcticana
- Choristoneura argentifasciata
- Choristoneura avellana
- Choristoneura besseri
- Choristoneura biennis
- Choristoneura californica
- Choristoneura caprimulgana
- Choristoneura carnana
- Choristoneura conflictana
- Choristoneura disparana
- Choristoneura diversana, Berberisbredvecklare
- Choristoneura evanidana
- Choristoneura ferrugininotata
- Choristoneura fractivittana
- Choristoneura fumiferana
- Choristoneura fumosa
- Choristoneura gigantana
- Choristoneura gossypiana
- Choristoneura griseicoma
- Choristoneura hebenstreitella, Rönnbredvecklare
- Choristoneura histrionana
- Choristoneura immaculana
- Choristoneura jecorana
- Choristoneura jezoensis
- Choristoneura kukakana
- Choristoneura lambertiana
- Choristoneura lapponana
- Choristoneura lindseyana
- Choristoneura longicellana
- Choristoneura luticostana
- Choristoneura maritima
- Choristoneura metasequoiacola
- Choristoneura murinana
- Choristoneura neurophaea
- Choristoneura nigridia
- Choristoneura obsoletana
- Choristoneura occidentalis
- Choristoneura orae
- Choristoneura parallela
- Choristoneura pinus
- Choristoneura ponderosana
- Choristoneura propensa
- Choristoneura pyrana
- Choristoneura retiniana
- Choristoneura rosaceana
- Choristoneura sanbornana
- Choristoneura seminolana
- Choristoneura sorbiana
- Choristoneura spaldingiana
- Choristoneura subretiniana
- Choristoneura symphoricarpana
- Choristoneura teshionis
- Choristoneura thyrsifera
- Choristoneura transitana
- Choristoneura transiturana
- Choristoneura vesperana
- Choristoneura vicariana
- Choristoneura viduana
- Choristoneura viridis
- Choristoneura zapulata

## Bildgalleri

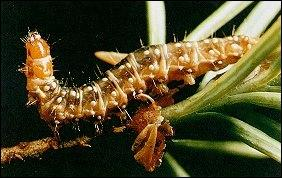
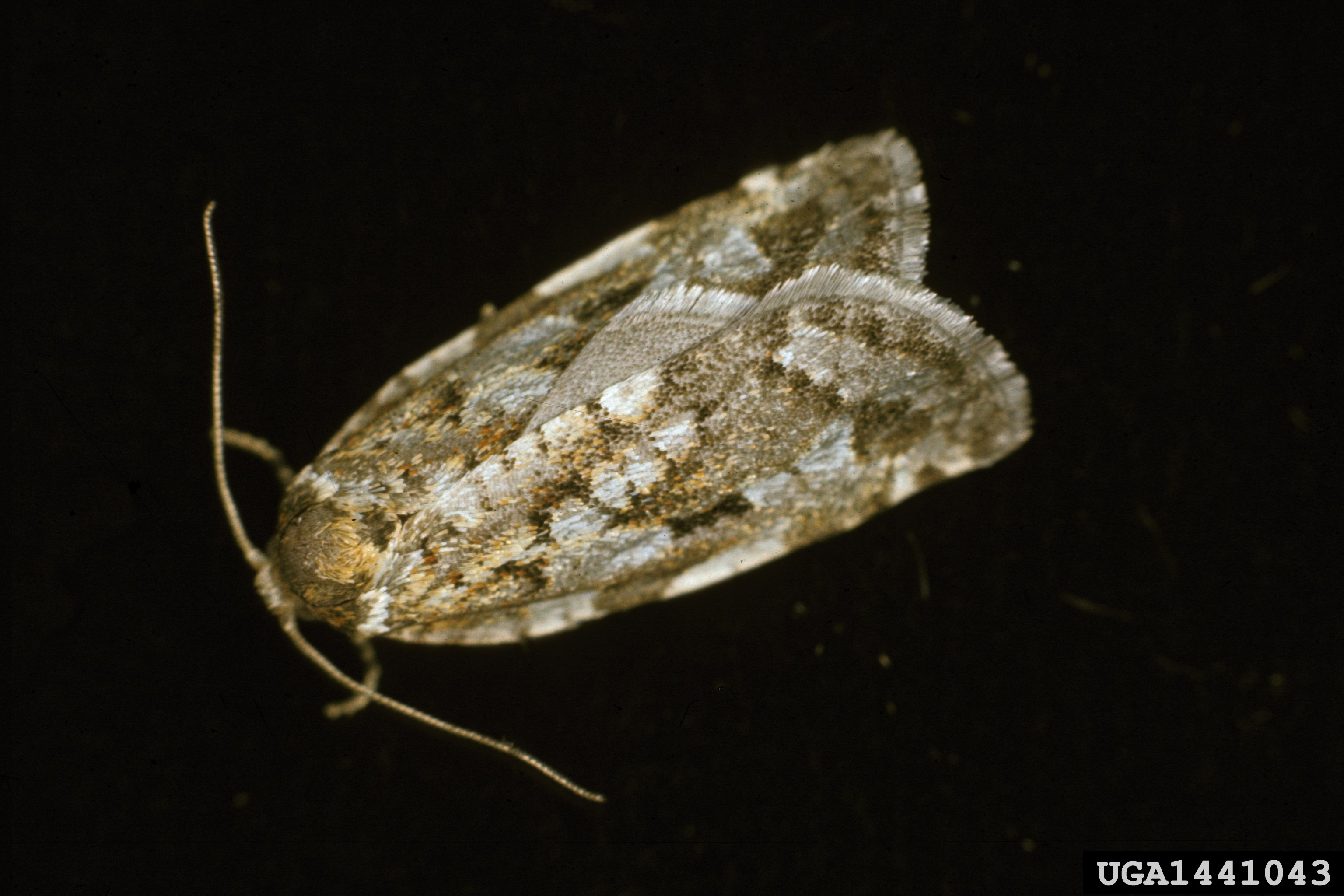
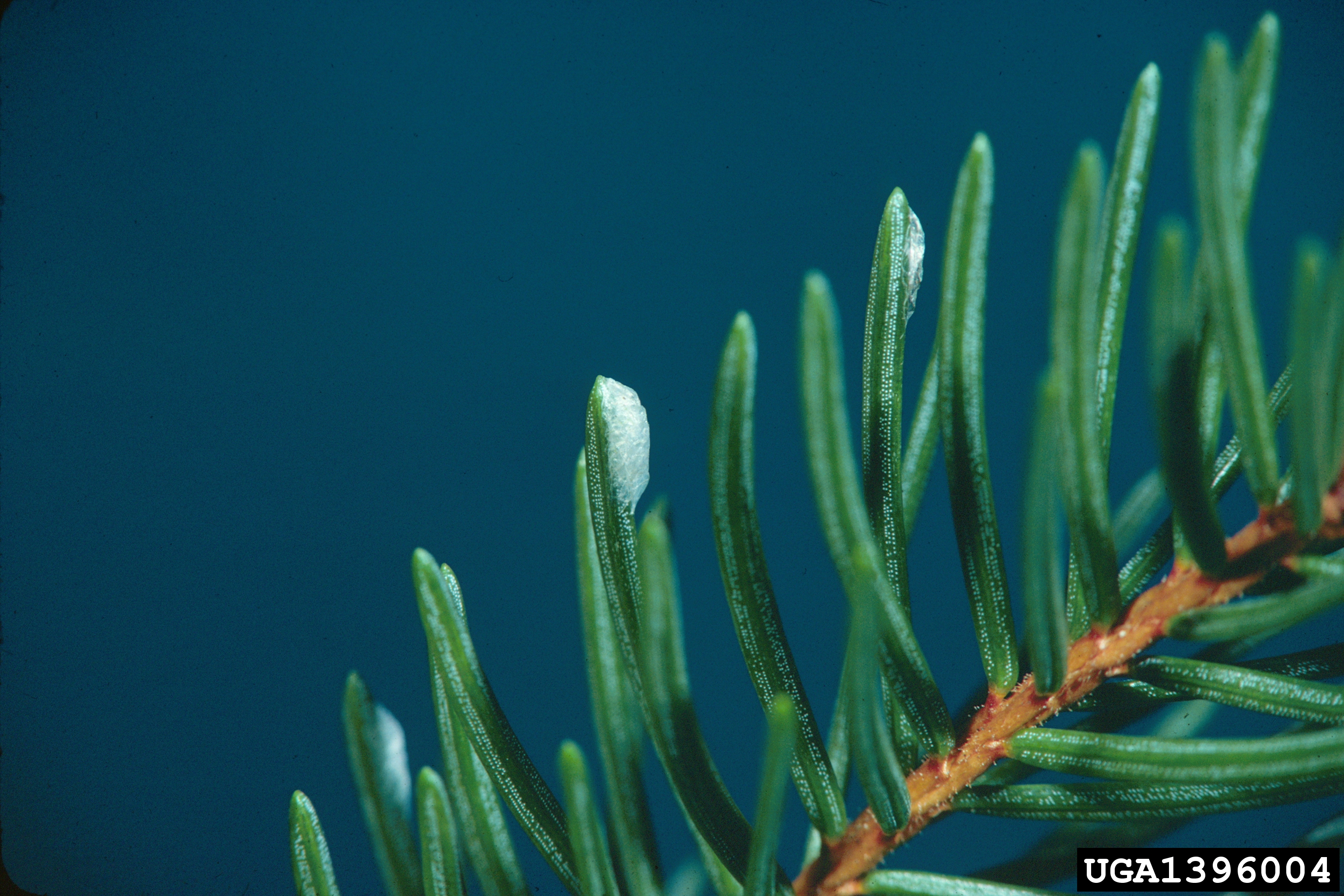
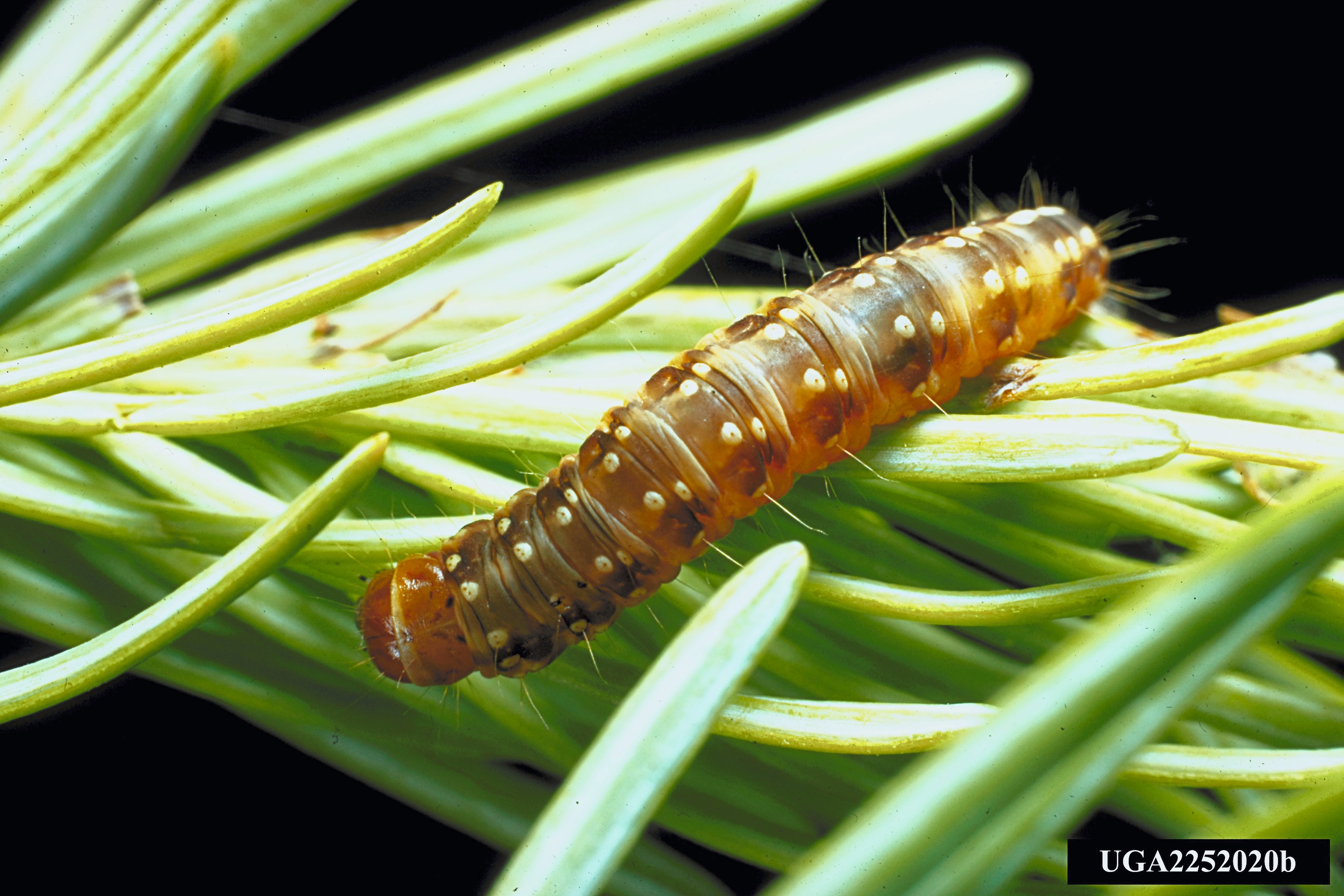
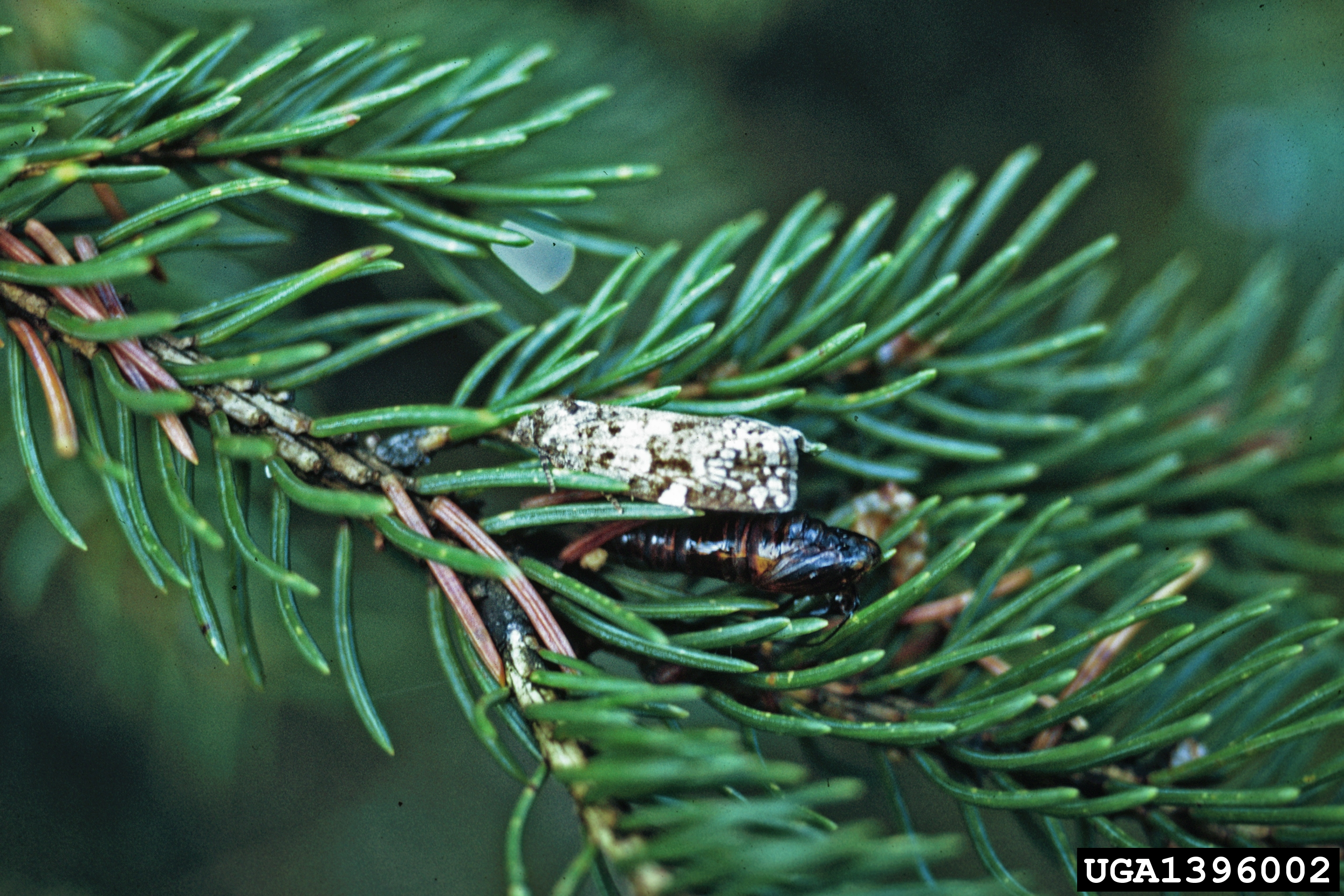